# Елян, Эдуард Ваганович

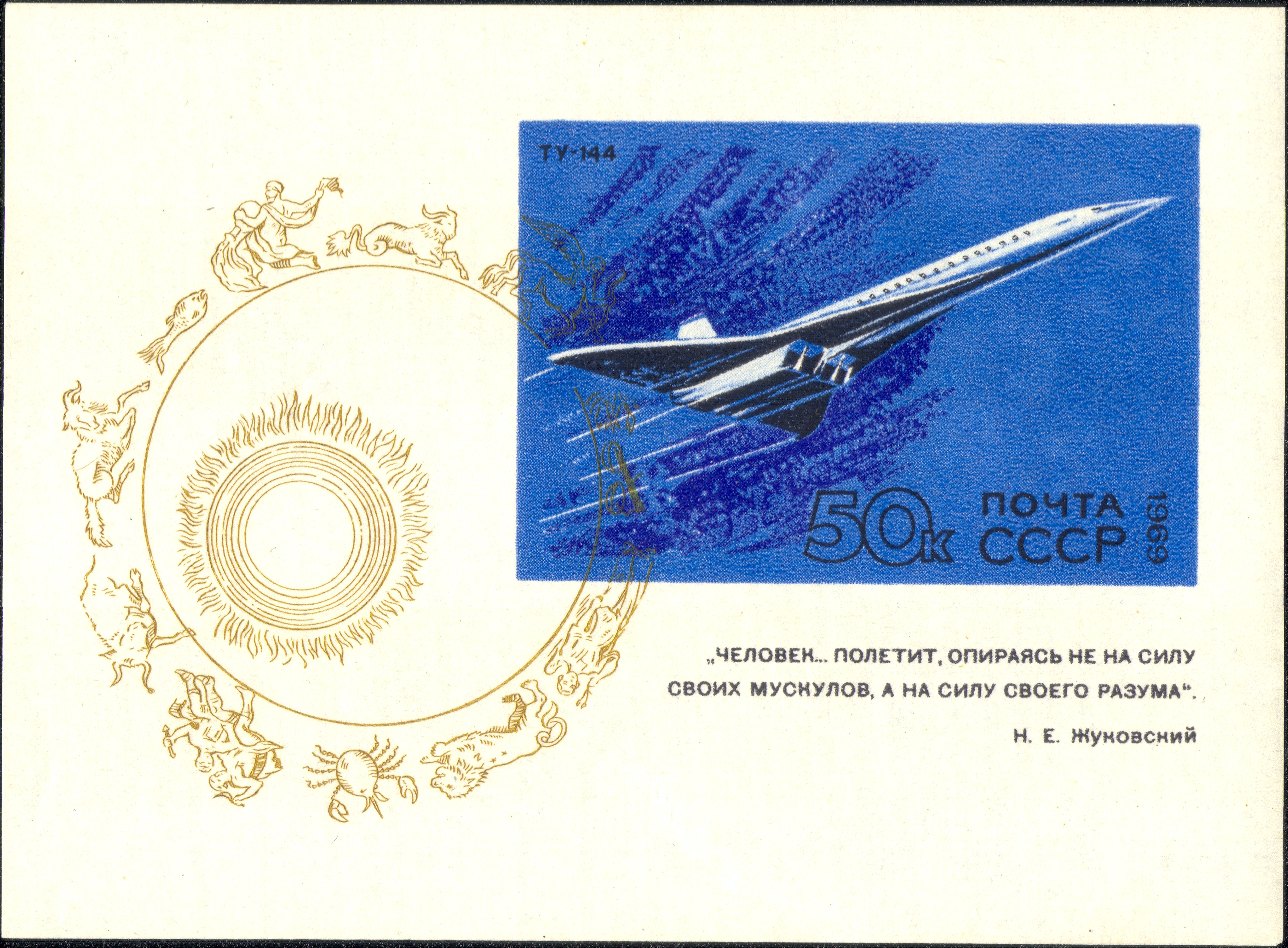
Ту-144 на почтовом блоке СССР 1969 г.

Эдуа́рд Вага́нович Еля́н (20 августа 1926, Баку, Азербайджанская ССР, ЗСФСР, СССР — 6 апреля 2009, Ростов-на-Дону, Россия) — лётчик-испытатель ОКБ А. Н. Туполева. Заслуженный лётчик-испытатель СССР (1967). Герой Советского Союза (1971), полковник.

## Биография

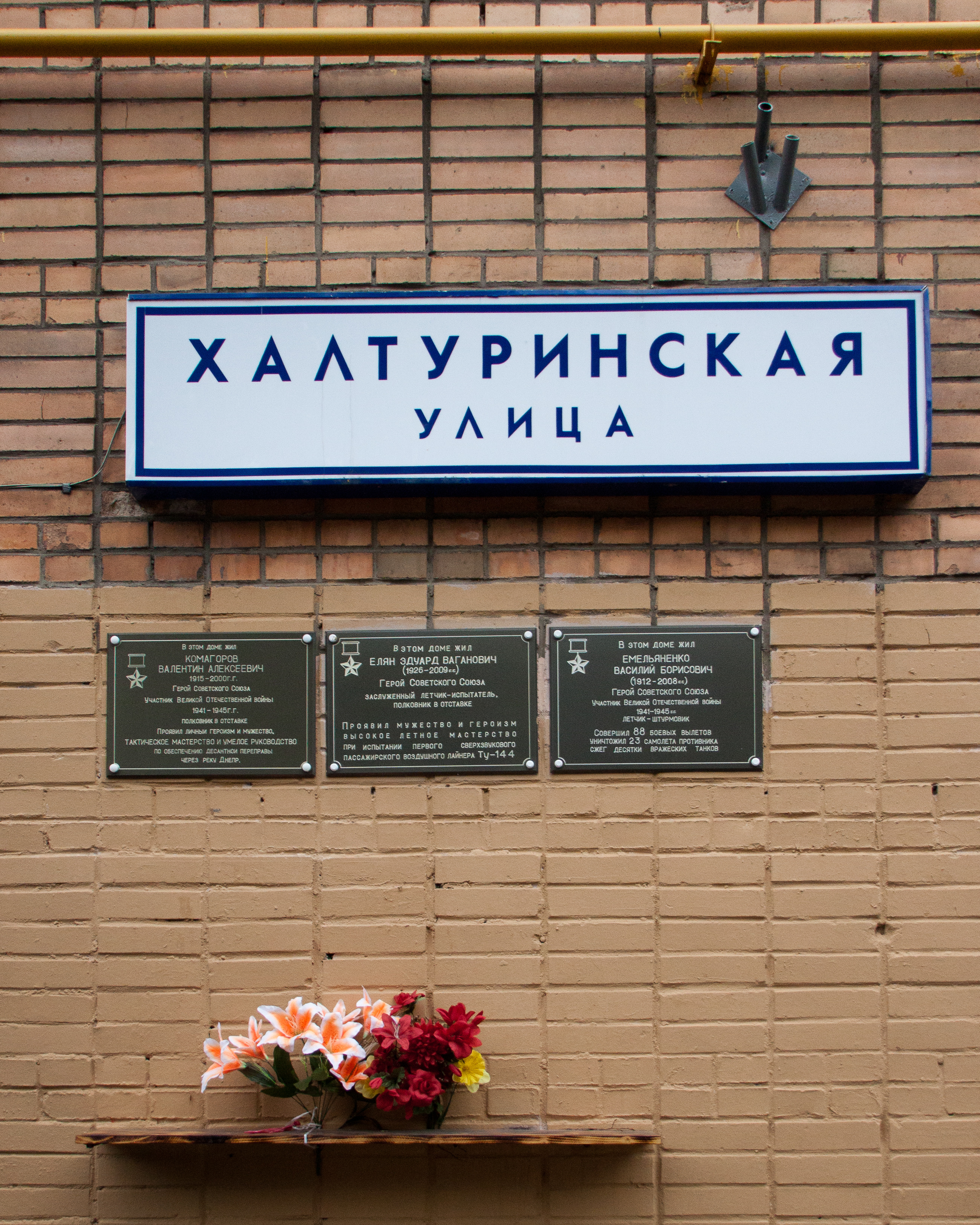
Мемориальная доска в районе Преображенское

Родился 20 августа 1926 года в городе Баку (Азербайджан). Армянин. В 1938—1944 жил в Норильске, Москве, Свердловске. В 1944 окончил Свердловскую спецшколу ВВС.
В армии с июня 1944 года. В 1944 году окончил 9-ю военную авиационную школу первоначального обучения лётчиков (г. Бугуруслан), в 1948 году — Борисоглебское военное авиационное училище лётчиков, до 1951 года был в нём лётчиком-инструктором. В 1953 году окончил Школу лётчиков-испытателей, в 1960 году — вечернее отделение Жуковского филиала Московского авиационного института.
В 1953—1958 — лётчик-испытатель Лётно-исследовательского института (г. Жуковский). Участвовал в доводке опытных самолетов конструкции О. К. Антонова, С. В. Ильюшина, А. И. Микояна, П. О. Сухого, А. Н. Туполева, А. С. Яковлева, в летных испытаниях двигательных установок, первого советского высотного авиационного скафандра СИ-1. В 1958—1960 — лётчик-испытатель ОКБ П. О. Сухого. Провёл испытания С-1 на прочность; участвовал в испытаниях сверхзвуковых истребителей Т-3, ПТ-8, Т-49, Т-5, П-1, Су-7.
В 1960—1982 — лётчик-испытатель ОКБ А. Н. Туполева. Поднял в небо и провёл испытания первого в мире сверхзвукового пассажирского самолёта Ту-144; участвовал в испытаниях бомбардировщика Ту-22, пассажирских самолётов Ту-124, Ту-134, Ту-154 и их модификаций.
Всего освоил 90 типов самолётов и вертолётов.
За мужество и героизм, проявленные при испытании новой авиационной техники, полковнику Еляну Эдуарду Вагановичу Указом Президиума Верховного Совета СССР от 26 апреля 1971 года присвоено звание Героя Советского Союза с вручением ордена Ленина и медали «Золотая Звезда» (№ 11395).
С 1982 года полковник Э. В. Елян — в запасе. До 1996 года работал инженером в ОКБ имени А. И. Микояна.
Жил в городе Жуковский Московской области, затем — в Москве, в последние годы жизни — в городе Ростов-на-Дону.
Умер 6 апреля 2009 года в Ростове-на-Дону. Похоронен на Северном Кладбище, на аллее Героев.

## Награды и звания
- Герой Советского Союза (26.04.1971);
- орден Ленина;
- орден Красного Знамени;
- орден Красной Звезды;
- медали (15);
- Заслуженный лётчик-испытатель СССР (1967):
- диплом Тиссандье (ФАИ) (1969).

## Из воспоминаний
Как известно, тень на этот советский проект бросила катастрофа Ту-144 во время показательного полёта на авиасалоне в Ле-Бурже. Тогда погиб весь экипаж из шести человек. Менее известно, что в 1975 году, через два года после катастрофы, Советский Союз предпринял попытку «реабилитировать» Ту-144 в глазах мировой авиационной общественности.
В 1975 году, после катастрофы 1973 года, Елян с Горюновым показывали в том же Ле Бурже свою программу демонстрационных полётов на Ту-144, после чего зашли на посадку. Перед самой полосой, метров за триста до неё, они вдруг увидели поднимавшуюся с полосы большую стаю голубей! Подошли к торцу полосы, и всё переднее стекло кабины оказалось залепленным кровью и крыльями птиц. Сажать и рулить Елян мог, лишь наблюдая через форточки. Зарулив, Елян немедленно поехал к руководителю полётов.
 
Это был рыжий француз, похожий на трафаретного эсэсовца. Это была та же сволочь, которая заводила меня в 1971 году на посадку, путая «лево» с «право». Я посадил его в машину, и мы поехали осмотреть место на полосе, где увидели насыпанные зёрна и побитых белых откормленных голубей размером с курицу! Очевидно, кому-то надо было ещё что-то натворить! Кто-то упорно преследовал цель, чтобы второй раз случилось неладное: двигатель разрушился бы или что похуже... Я в своё время во Владимировке на МиГе-19 на взлёте влетел в стаю воробьёв. Так я не знал, как мне сесть! Не видно ничего! Всё остекление залито кровью, перьями. Кое-как с помощью земли зашёл и еле сел, — вспоминал позже Э. В. Елян.

Могила Еляна на Северном кладбище Ростова-на-Дону.